# Charles Siebert
Charles Alan Siebert (* 9. März 1938 in Kenosha, Wisconsin; † 1. Mai 2022 in San Francisco, Kalifornien) war ein US-amerikanischer Schauspieler und Regisseur.

## Leben
Siebert wurde in Kenosha im US-Bundesstaat Wisconsin geboren und hatte drei Brüder: Ronald, Leonard und Jack. Nach dem Ende seiner Schulzeit an der Mary D. Bradford High School studierte er Schauspiel an der Marquette University in Milwaukee unter John J. Walsh und an der London Academy of Music and Dramatic Art (LAMDA).
Er war vom 8. September 1962 bis zu ihrem Tod am 4. November 1981 mit der Schauspielerin Catherine Mary Kilzer verheiratet, die er an der Marquette University kennengelernt hatte; aus der Ehe stammen die drei leiblichen Kinder Christopher, Charlie Jr. († 2020) und Gillian. Ihr Trauzeuge war der Schauspieler Peter Bonerz. Am 1. Juni 1986 heiratete Siebert seine zweite Ehefrau Kristine Leroux, mit der er bis zu seinem Tod zusammen war. Sie brachte die drei Stiefkinder Kristine Jr., Max und Jeremy mit in die Ehe.
Ab Anfang der 1990er lebte Siebert mit seiner Familie in Sonoma County, ein Weinbaugebiet in Nordkalifornien.
Siebert verstarb im Alter von 84 Jahren im UCSF Medical Center von San Francisco an den Folgen einer durch COVID-19 ausgelösten Lungenentzündung. Seine Asche wurde der Familie übergeben.

## Karriere
Sein Debüt am Broadway hatte Siebert 1967 in einer Inszenierung von Brechts Galileo; zwischen 1967 und 1975 folgten weitere Auftritte in Broadway- und Off-Broadway-Produktionen in New York City. Siebert war 1965 ein Gründungsmitglied des berühmten American Conservatory Theater (ACT) in San Francisco, neben Richard Dysart und Michael Learned, und spielte sieben Sommer lang beim Williamstown Theatre Festival in Massachusetts.
Seine Fernsehkarriere begann mit einer Rolle in der Seifenoper Search for Tomorrow und zog Mitte der 1970er Jahre nach Los Angeles. Es folgten Gast- und Nebenrollen in zahlreichen Fernsehserien und Fernsehfilmen, aber auch Filmen für die große Leinwand.
1977 hatte er eine wiederkehrende Rolle in Mary Hartman, Mary Hartman von Norman Lear. Im Jahr 1979 erhielt er seine Paraderolle in der langlebigen Arztserie Trapper John, M.D. auf CBS, einem Spin-off von M*A*S*H. Er spielte neben Pernell Roberts, der die Titelrolle der Serie verkörperte, und Gregory Harrison den Mediziner Dr. Stanley Riverside II. Er war während der gesamten Laufzeit der Serie zwischen 1979 und 1986 Teil der Hauptbesetzung und in allen 151 Folgen zu sehen.
Neben der Arbeit vor der Kamera war Siebert auch als Regisseur tätig. Bereits während seiner Zeit als Schauspieler in Trapper John, M.D. führte er bei sieben Folgen der Fernsehserie Regie. Es folgten weitere Regiearbeiten zwischen 1990 und 2001, beispielsweise für Unter der Sonne Kaliforniens, Renegade – Gnadenlose Jagd, Pretender, Pacific Blue – Die Strandpolizei, Palm Beach-Duo, Mortal Kombat: Conquest, Pensacola – Flügel aus Stahl, Hercules und zuletzt für Xena – Die Kriegerprinzessin.
Nach seiner Karriere vor und hinter der Kamera spielte er weiterhin Theater, beispielsweise am 6th Street Playhouse in Santa Rosa. Siebert lehrte auch Schauspiel in seinem „Starving Artists Workshop“.
In den 1980er Jahren war Siebert regelmäßiger Gast in Panel- und Spielshows im US-amerikanischen Fernsehen. So war er erstmals 1980 als Teilnehmer in Match Game und deren Nachfolgesendung Hollywood Squares zu sehen, er hat regelmäßige Auftritte in Go sowie in Double Talk, Blackout und Super Password. Zudem war er als Prominenter zwischen 1982 und 1988 oft in der Originalversion von Die Pyramide zu sehen: in The $10,000 Pyramid sowie deren Ablegern The $25,000 Pyramid und The $100,000 Pyramid.
Im deutschen Sprachraum wurde Siebert unter anderem von Peer Augustinski, Lothar Blumhagen, Eckart Dux, Kaspar Eichel, Manfred Erdmann, Norbert Gescher, Frank Glaubrecht, Ulrich Gressieker, Walter von Hauff, Joachim Kerzel, Randolf Kronberg, Klaus Jepsen, Claus Jurichs, Tonio von der Meden, Engelbert von Nordhausen, Eberhard Prüter, Lutz Riedel, Christian Rode, Willi Röbke, Axel Scholtz, Hans Sievers und Jürgen Thormann synchronisiert.

## Filmografie (Auswahl)

### Film
- 1961: Like Father, Like Son
- 1964: The Presidency: A Splendid Misery (Dokumentation)
- 1967: The Winter’s Tale (Fernsehfilm)
- 1968: Macbeth (Fernsehfilm)
- 1975: Eiskalt
- 1976: Panache (Fernsehfilm)
- 1977: Tail Gunner Joe (Fernsehfilm)
- 1977: Jenseits von Mitternacht (The Other Side of Midnight)
- 1977: Husbands and Wives (Fernsehfilm)
- 1977: Blue Sunshine
- 1977: Murder in Peyton Place (Fernsehfilm)
- 1977: Tödliche Fracht (Tarantulas: The Deadly Cargo; Fernsehfilm)
- 1978: Coma
- 1978: Fluchtpunkt Las Vegas (Nowhere to Run; Fernsehfilm)
- 1978: Wild and Wooly (Fernsehfilm)
- 1979: The Seeding of Sarah Burns (Fernsehfilm)
- 1979: Mord im Zwiebelfeld (The Onion Field)
- 1979: … und Gerechtigkeit für alle (…And Justice for All)
- 1979: Fort Travis – Ein Mann geht seinen Weg (The Last Word)
- 1979: The Miracle Worker (Fernsehfilm)
- 1979: Topper (Fernsehfilm)
- 1980: A Cry for Love (Fernsehfilm)
- 1981: Jede Nacht zählt (All Night Long)
- 1987: Wildwasser-Sommer – Im Augenblick der Gefahr (White Water Summer)
- 1988: Perry Mason und die Fehlurteile (Perry Mason: The Case of the Avenging Ace; Fernsehfilm)
- 1988: Shakedown on the Sunset Strip (Fernsehfilm)
- 1988: Acht Mann und ein Skandal (Eight Men Out)
- 1990: Das große Erdbeben in L.A. (The Great Los Angeles Earthquake; Fernsehfilm)
- 1991: Das Gesetz der Angst (Don’t Touch My Daughter; Fernsehfilm)
- 1991: Belüge mich nicht (Deception: A Mother’s Secret; Fernsehfilm)
- 1992: Der Fremdgeher – Eine Ehefrau rechnet ab (A House of Secrets and Lies; Fernsehfilm)

### Fernsehen
- 1951: Henderson (Search for Tomorrow)
- 1956: Jung und Leidenschaftlich – Wie das Leben so spielt (As the World Turns)
- 1961: Look Up and Live (Dokumentation)
- 1966: Hawk
- 1968: Heiße Spuren (N.Y.P.D.)
- 1972: Another World
- 1976: Harry O
- 1976: Die Chronik der Adams (The Adams Chronicles; Miniserie)
- 1976: Delvecchio
- 1976: Kojak – Einsatz in Manhattan
- 1976: Bumpers Revier (The Blue Knight)
- 1977: Make-Up und Pistolen
- 1975, 1977: Detektiv Rockford – Anruf genügt (The Rockford Files, 2 Folgen)
- 1977: Zwischen den Fronten (Miniserie)
- 1977: Dog and Cat
- 1977: Most Wanted
- 1977: Mary Hartman, Mary Hartman
- 1977: What’s Happening!!
- 1977: Der unglaubliche Hulk (The Incredible Hulk)
- 1978: Maude
- 1978: Richie Brockelman, Private Eye
- 1978: Husbands, Wives & Lovers
- 1978: Rhoda
- 1975–1978: Es bleibt in der Familie
- 1978: Visions
- 1976–1978: Barnaby Jones
- 1979: Good Times
- 1979: Dallas
- 1977–1979: One Day at a Time
- 1979: The Runaways
- 1980: Boomer, der Streuner
- 1979–1986: Trapper John, M.D.
- 1981–1987: Love Boat
- 1987: Mike Hammer
- 1987: Good Morning, Miss Bliss
- 1986–1987: Hotel
- 1988: Junge Schicksale (ABC Afterschool Specials)
- 1988: Um jeden Preis (Favorite Son; Miniserie)
- 1989–1990: Mancuso, FBI (Mancuso, F.B.I.)
- 1990: Matlock
- 1991: Die Legende von Prinz Eisenherz (Sprechrolle)
- 1987–1994: Mord ist ihr Hobby
- 1996–1997: Xena – Die Kriegerprinzessin

### Regie
- 1982–1986: Trapper John, M.D.
- 1990: Mancuso, FBI (Mancuso, F.B.I.)
- 1990: Lifestories
- 1991: Die Schöne und das Schlitzohr (Palace Guard)
- 1992: Unter der Sonne Kaliforniens
- 1992–1993: Jack’s Place
- 1995: Vanishing Son – Sohn der untergehenden Sonne (Vanishing Son)
- 1995–1996: Renegade – Gnadenlose Jagd
- 1997: Pretender
- 1996–1997: Pacific Blue – Die Strandpolizei
- 1994–1997: Palm Beach-Duo
- 1998–1999: Mortal Kombat: Conquest
- 1997–1999: Pensacola – Flügel aus Stahl
- 1996–1999: Hercules
- 1995–2001: Xena – Die Kriegerprinzessin

### Spiel- und Panelshows
- 1980: Match Game PM
- 1982–1984: Macy’s Thanksgiving Day Parade
- 1982–1988: The $10,000 Pyramid
- 1982–1988: The $25,000 Pyramid
- 1983–1984: Go
- 1983–1984: Match Game/Hollywood Squares Hour
- 1984–1986: Super Password
- 1985: $50,000 a Minute
- 1985–1988: The $100,000 Pyramid
- 1986: Double Talk
- 1988: Blackout

## Theater (Auswahl)
- 1967: Galileo[6][7]
- 1968–1969: Jimmy Shine (Atkinson Theatre)[6][7]
- 1969: Ring Round the Moon (Williamstown Theatre Festival, Adams Memorial Theatre, Williams College, Williamstown, Massachusetts)
- 1969: Tartuffe (Williamstown Theatre Festival, Adams Memorial Theatre, Williams College, Williamstown, Massachusetts)
- 1969: The Cherry Orchard (Williamstown Theatre Festival, Adams Memorial Theatre, Williams College, Williamstown, Massachusetts)
- 1969: We Bombed In New Haven (Williamstown Theatre Festival, Adams Memorial Theatre, Williams College, Williamstown, Massachusetts)
- 1969: The Three Penny Opera (Williamstown Theatre Festival, Adams Memorial Theatre, Williams College, Williamstown, Massachusetts)
- 1970: Colette (Ellen Stewart Theatre)[8]
- 1970: Rosencrantz and Guildenstern Are Dead (Williamstown Theatre Festival, Adams Memorial Theatre, Williams College, Williamstown, Massachusetts)
- 1970–1971: The Gingerbread Lady (Plymouth Theatre)[6][7]
- 1971: The Birthday Party (Williamstown Theatre Festival, Adams Memorial Theatre, Williams College, Williamstown, Massachusetts)
- 1971: Sticks and Bones (Joseph Papp Public Theater / Anspacher Theater)[8]
- 1972: Uncle Vanya (Williamstown Theatre Festival, Adams Memorial Theatre, Williams College, Williamstown, Massachusetts)
- 1972: Sticks and Bones (John Golden Theatre)[6][7]
- 1973: The Changing Room[6][7]
- 1974: Cat on a Hot Tin Roof[6][7]
- 1975: Rubbers (American Place Theatre)[8]
- 2013: The Price (Cinnabar Theater)[9]
- 2015: A Christmas Carol (6th Street Playhouse, Santa Rosa)[1]
- 2018: Death of a Salesman (6th Street Playhouse, Santa Rosa)[1]
- Antony & Cleopatra (Colorado Shakespeare Festival)
- Macbeth (Colorado Shakespeare Festival)
- The Wild Duck (Guthrie Theatre, Minneapolis)